# Echipa națională de fotbal a Republicii Centrafricane
Echipa națională de fotbal a Republicii Centrafricane reprezintă statul în competițiile fotbalistice și este controlată de Federația Centrafricană de Fotbal, forul ce guvernează acest sport în țară. Deși a fost una din cele mai slabe echipe din Africa, în ultimii ani a avut performanțe surprinzătoare, câștigând Cupa CEMAC 2009 învingând în finală reprezenativa Guineei Ecuatoriale cu scorul de 3-0 și calificându-se la Cupa Africii pe Națiuni 2012 de pe primul loc.

## Palmares
Cupa CEMAC :
- O dată campioni (2009)
- O dată finaliști (2003)

Cupa UNIFAC (1999):
- Finaliști

## Campionate mondiale
- 1930 până în 1974 - nu a intrat
- 1978 - a renunțat
- 1982 - descalificată din calificări
- 1986 până în 1998 - nu a intrat
- 2002 - nu s-a calificat
- 2006 până în 2010 - nu a participat

## Cupa Africii
- 1957 până în 1972 - nu a intrat
- 1974 - descalificată din calificări
- 1976 - a renunțat
- 1978 până în 1986 - nu a intrat
- 1988 - nu s-a calificat
- 1990 până în 1994 - nu a intrat
- 1996 - a renunțat
- 1998 - descalificată din calificări
- 2000 - a renunțat
- 2002 până în 2004 - nu s-a calificat
- 2006 - a renunțat
- 2008 - nu a intrat
- 2010 - a renunțat
- 2012 - s-a calificat

### Calificările pentru Cupa Africii 2012

#### Grupa D
| Echipă                  | M | V | E | Î | GM | GP | G  | Pct |
| ----------------------- | - | - | - | - | -- | -- | -- | --- |
| Maroc                   | 6 | 3 | 2 | 1 | 8  | 2  | +6 | 11  |
| Republica Centrafricană | 6 | 2 | 2 | 2 | 5  | 5  | 0  | 8   |
| Algeria                 | 6 | 2 | 2 | 2 | 5  | 8  | -3 | 8   |
| Tanzania                | 6 | 1 | 2 | 3 | 6  | 9  | -3 | 5   |

## Lotul actual
|  | P | Geoffrey Lembet       | 23 septembrie 1988 (36 de ani) | 2 | 0 | CS Sedan Ardennes      |  |  |
|  | P | Emmanuel Yezzoat      | 21 iunie 1986 (38 de ani)      | 1 | 0 | FC Bilombé             |  |  |
|  | P | Prince Samola         | 5 septembrie 1985 (39 de ani)  | - | - | SCAF Tocages           |  |  |
|  |   |                       |                                |   |   |                        |  |  |
|  | F | Thérence Kéthévoama   | 23 noiembrie 1989 (35 de ani)  | 2 | 0 | AS Pélican             |  |  |
|  | F | Sébastien Boutaré     |                                | - | - |                        |  |  |
|  | F | Fernander Kassaï      | 1 iulie 1987 (37 de ani)       | 1 | 0 | Le Mans FC             |  |  |
|  | F | Manassé Enza-Yamissi  | 29 septembrie 1989 (35 de ani) | 0 | 0 | FC Sochaux-Montbéliard |  |  |
|  | F | Kévin Bédot           | 28 septembrie 1992 (32 de ani) | - | - | SCAF Tocages           |  |  |
|  | F | Delphin Gbazinon      | 26 noiembrie 1989 (35 de ani)  | - | - | SCAF Tocages           |  |  |
|  | F | Kelly Youga           | 22 septembrie 1985 (39 de ani) | 0 | 0 | Charlton Athletic      |  |  |
|  | F | Franklin Anzité       | 2 noiembrie 1985 (39 de ani)   | 2 | 0 | FC Martigues           |  |  |
|  | F | Salif Kéïta           | 10 aprilie 1990 (34 de ani)    | 1 | 0 | US Bitam               |  |  |
|  | F | Eric Kossingou        | 6 septembrie 1978 (46 de ani)  | - | - | AS Valence             |  |  |
|  | F | Audin Boutou          | 23 decembrie 1988 (36 de ani)  | 2 | 1 | FC 105                 |  |  |
|  |   |                       |                                |   |   |                        |  |  |
|  | M | Romaric Lignanzi      | 9 septembrie 1988 (36 de ani)  | 5 | 0 | US Bitam               |  |  |
|  | M | David Manga           | 3 februarie 1989 (36 de ani)   | 1 | 0 | TSV 1860 München       |  |  |
|  | M | Eudes Dagoulou        | 9 februarie 1990 (35 de ani)   | 2 | 0 | AS Pélican             |  |  |
|  | M | Armel Kazangba        | 31 octombrie 1980 (44 de ani)  | - | - | Echallens FC           |  |  |
|  | M | Amorese Dertin        | 29 ianuarie 1991 (34 de ani)   | - | - | AS Pelican             |  |  |
|  | M | Mamadi Saoudi         | 19 decembrie 1988 (36 de ani)  | - | - | SCAF Tocages           |  |  |
|  | M | Destin Amorese        | 22 ianuarie 1991 (34 de ani)   | - | - | AS Pélican             |  |  |
|  | M | Gervais Kago          | 19 decembrie 1987 (37 de ani)  | - | - |                        |  |  |
|  | M | Bertrand Kémo         | 28 august 1991 (33 de ani)     | 1 | 0 | FC 105                 |  |  |
|  | M | Eloge Enza-Yamissi    | 23 ianuarie 1983 (42 de ani)   | 2 | 0 | Troyes AC              |  |  |
|  | M | Marcelin Tamboulas    | 24 martie 1980 (45 de ani)     | 4 | 1 | TP Mazembe             |  |  |
|  | M | Vianney Mabidé        | 31 august 1988 (36 de ani)     | 2 | 0 | Difaa El Jadida        |  |  |
|  |   |                       |                                |   |   |                        |  |  |
|  | A | Foxi Kéthévoama       | 30 mai 1986 (38 de ani)        | 4 | 1 | Kecskeméti TE          |  |  |
|  | A | Habib Habibou         | 16 martie 1987 (38 de ani)     | 0 | 0 | S.V. Zulte Waregem     |  |  |
|  | A | Hilaire Momi          | 16 martie 1990 (35 de ani)     | 5 | 1 | Cotonsport Garoua      |  |  |
|  | A | Brice Mohi            | 7 octombrie 1988 (36 de ani)   | - | - | SCAF Tocages           |  |  |
|  | A | Charlie Dopékoulouyen | 28 august 1991 (33 de ani)     | 1 | 1 | US Monastir            |  |  |
|  | A | Evans Kondogbia       | 3 mai 1989 (35 de ani)         | 1 | 0 | Sprimont Comblain      |  |  |
|  | A | Josuè Balamandji      | 9 august 1989 (35 de ani)      | 0 | 0 | Villemomble Sports     |  |  |